# Museum Cluster Jianchuan
Das Museum Cluster Jianchuan (chinesisch 建川博物馆) ist ein Komplex von fünfzehn Museen, in denen die persönlichen Sammlungen des Multimillionärs Fan Jianchuan gezeigt und aufbewahrt werden.
Es liegt in der Stadt Anren im Kreis Dayi in der chinesischen Provinz Sichuan, etwa 60 km entfernt von der Provinzhauptstadt Chengdu.

## Inhalte
Schwerpunkte der Sammlungen bilden folgende Themen:
- die Mao-Periode
- das Erdbeben in Wenchuan 2008
- der chinesisch-Japanische Krieg 1937 bis 1945
- Kultur und Folklore

Das Museum besitzt mehr als 10 Millionen Objekte, darunter 425 erstklassige Stücke aus dem nationalen Erbe Chinas.
Das Museumsrestaurant ist im Stil der Maozeit ausgestattet und bietet einfache Gerichte.

## Galerie

Museum Cluster Jianchuan
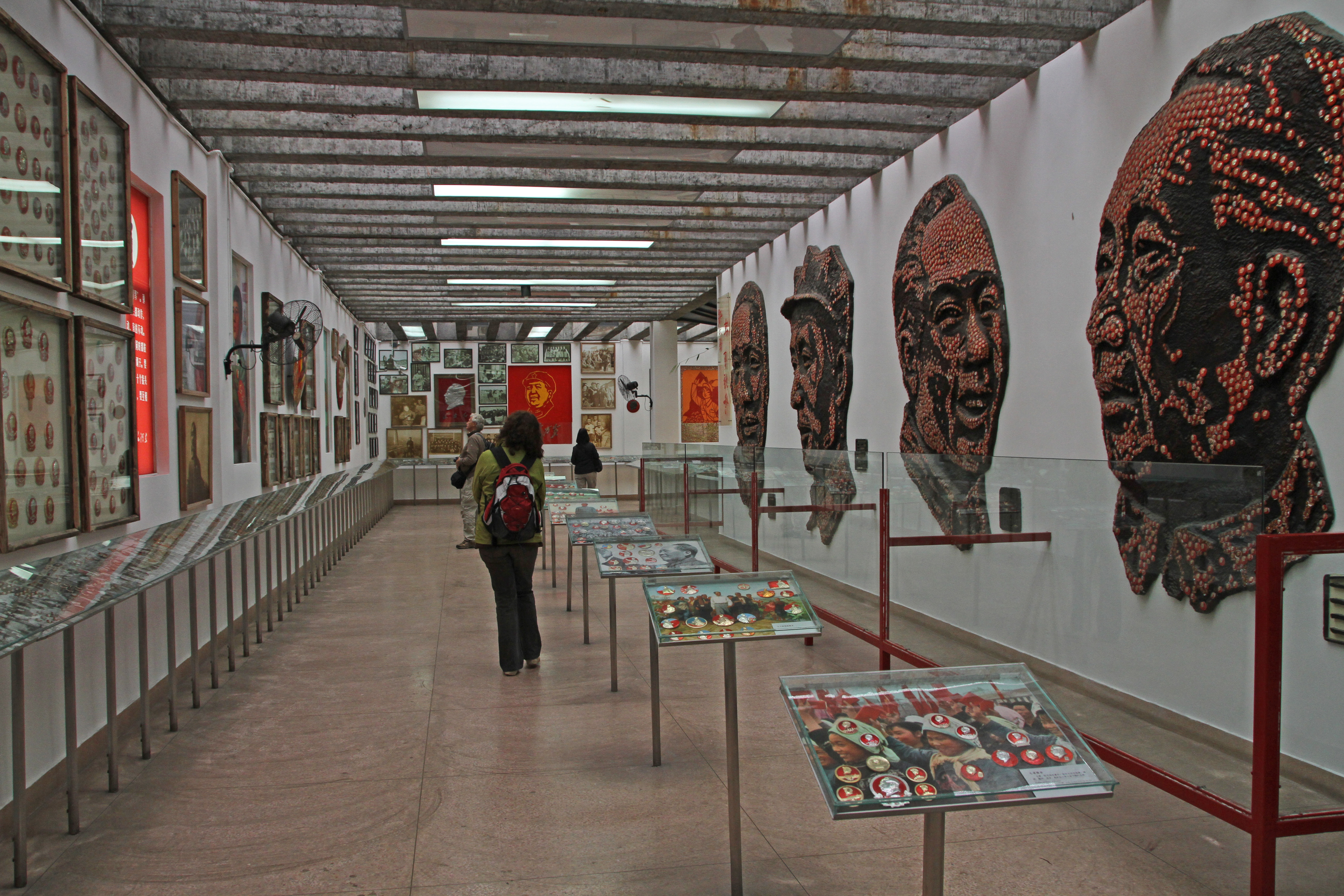
Mao-Periode
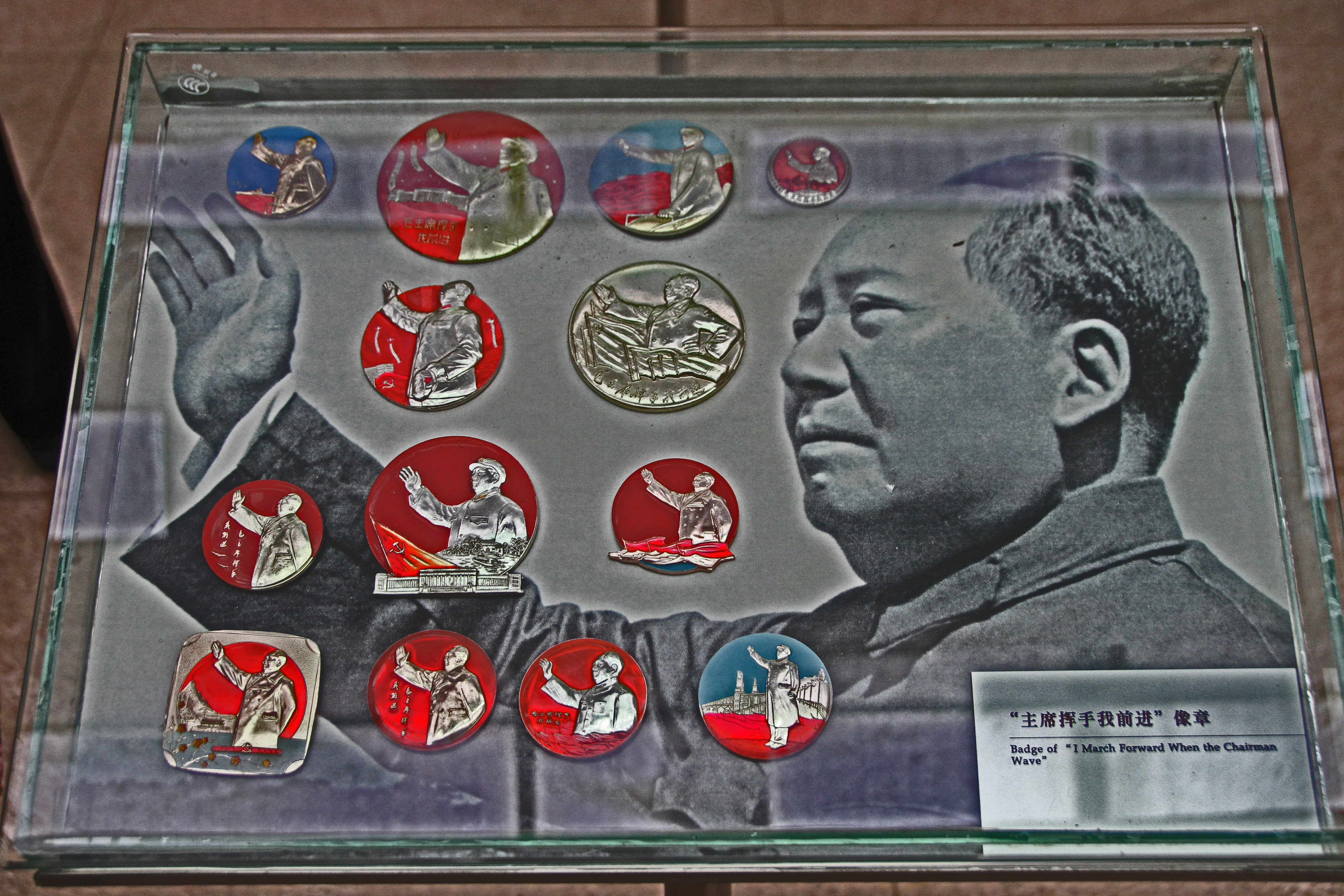
Mao-Periode
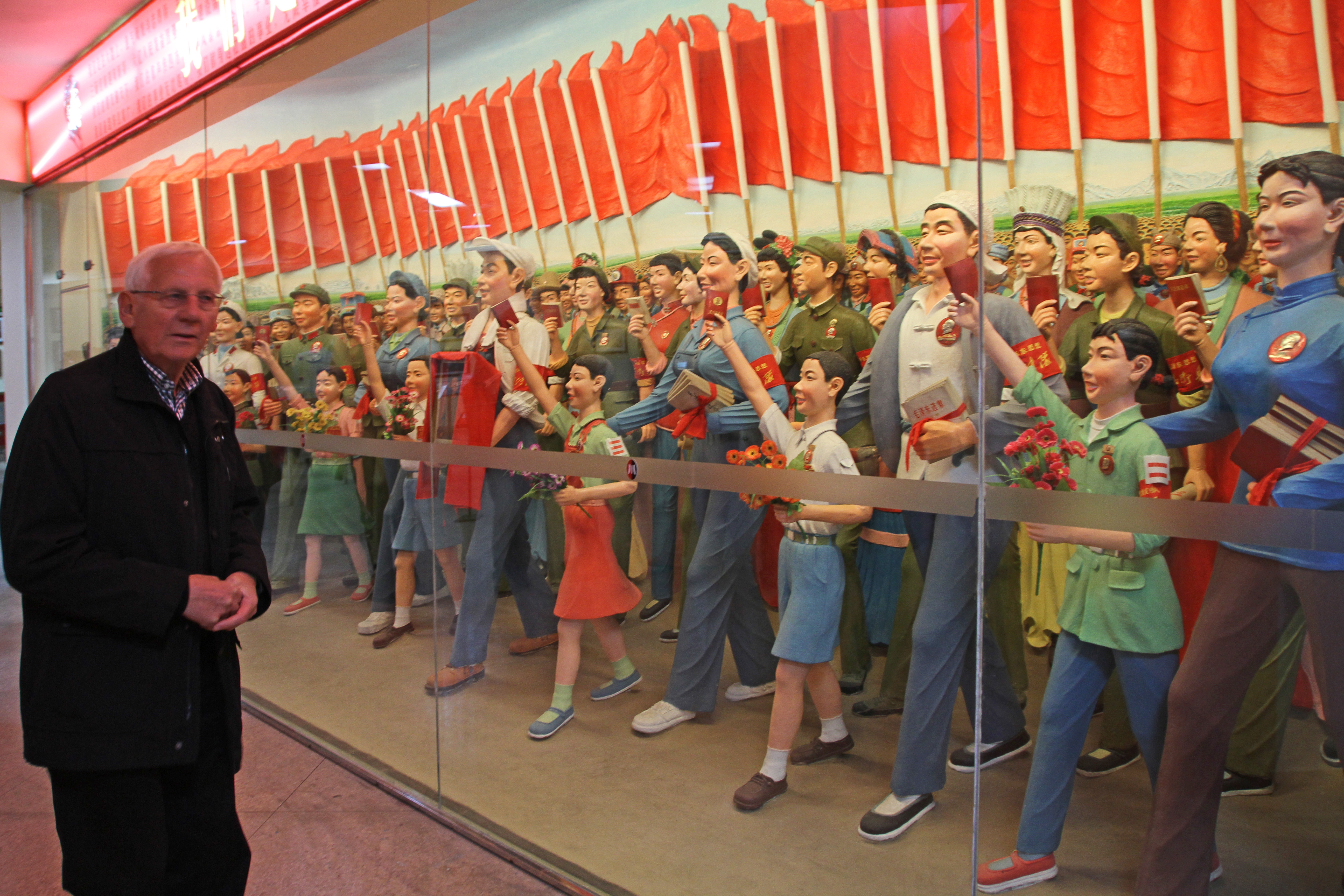
Mao-Periode
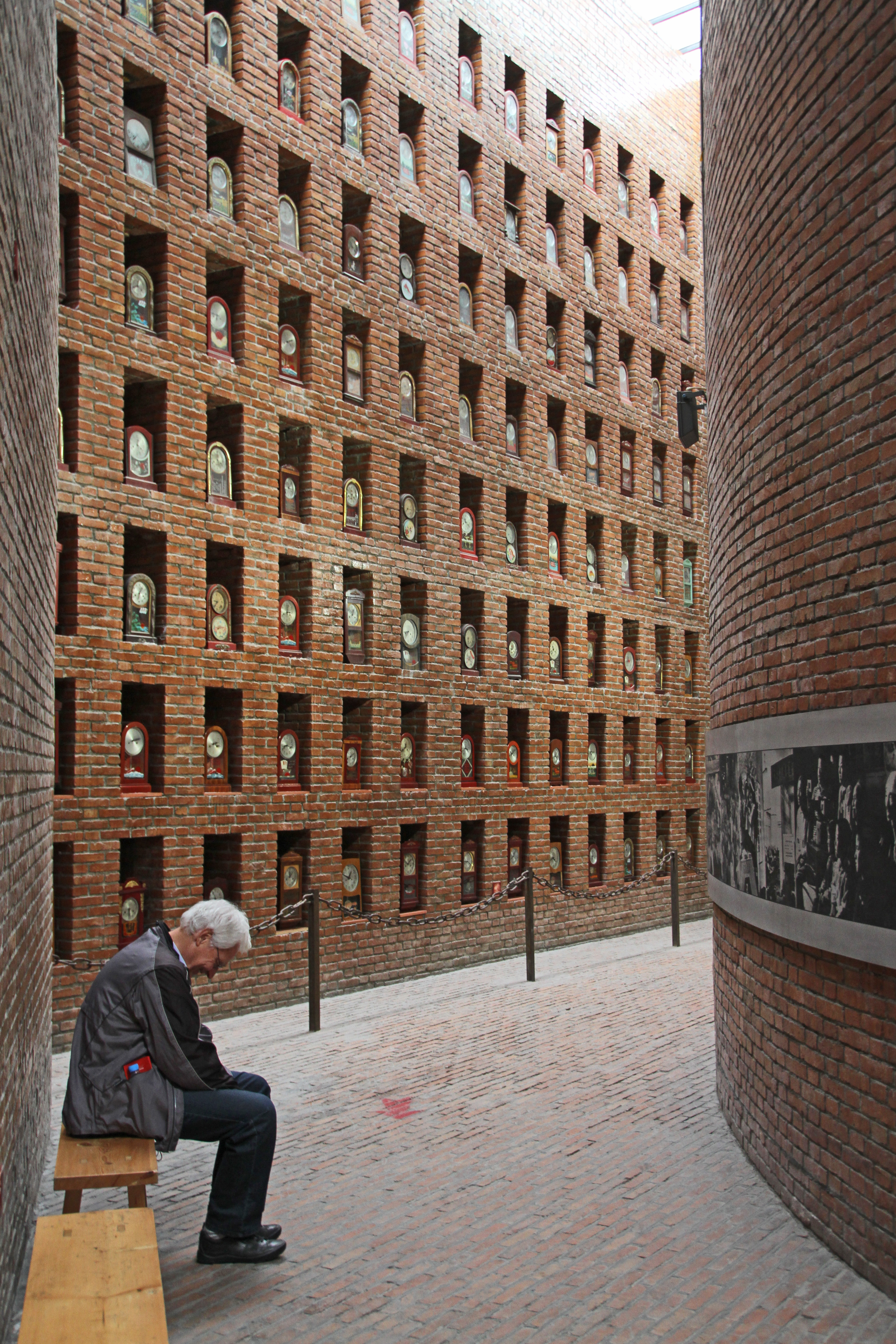
Mao-Periode
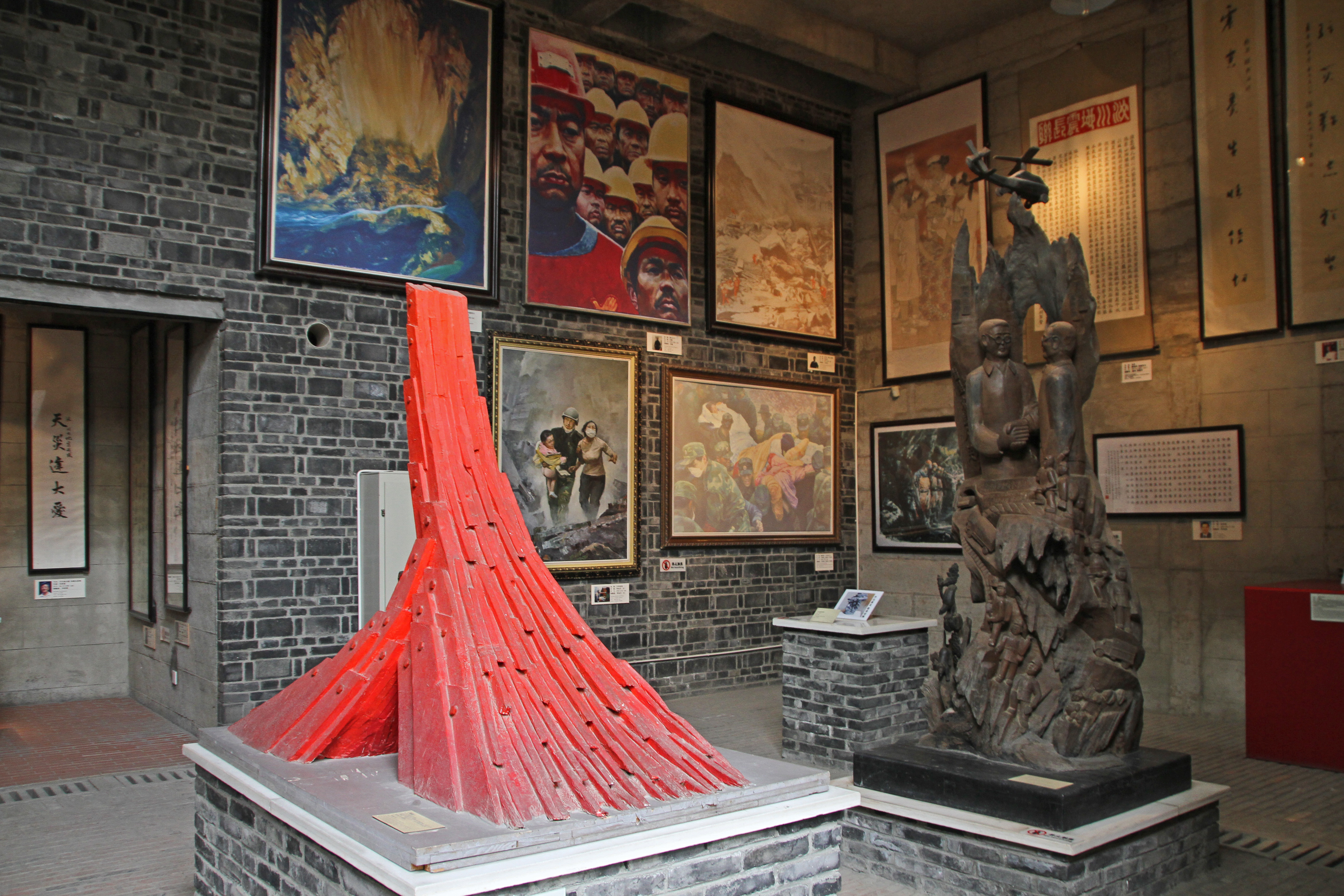
Erdbeben in Wenchuan
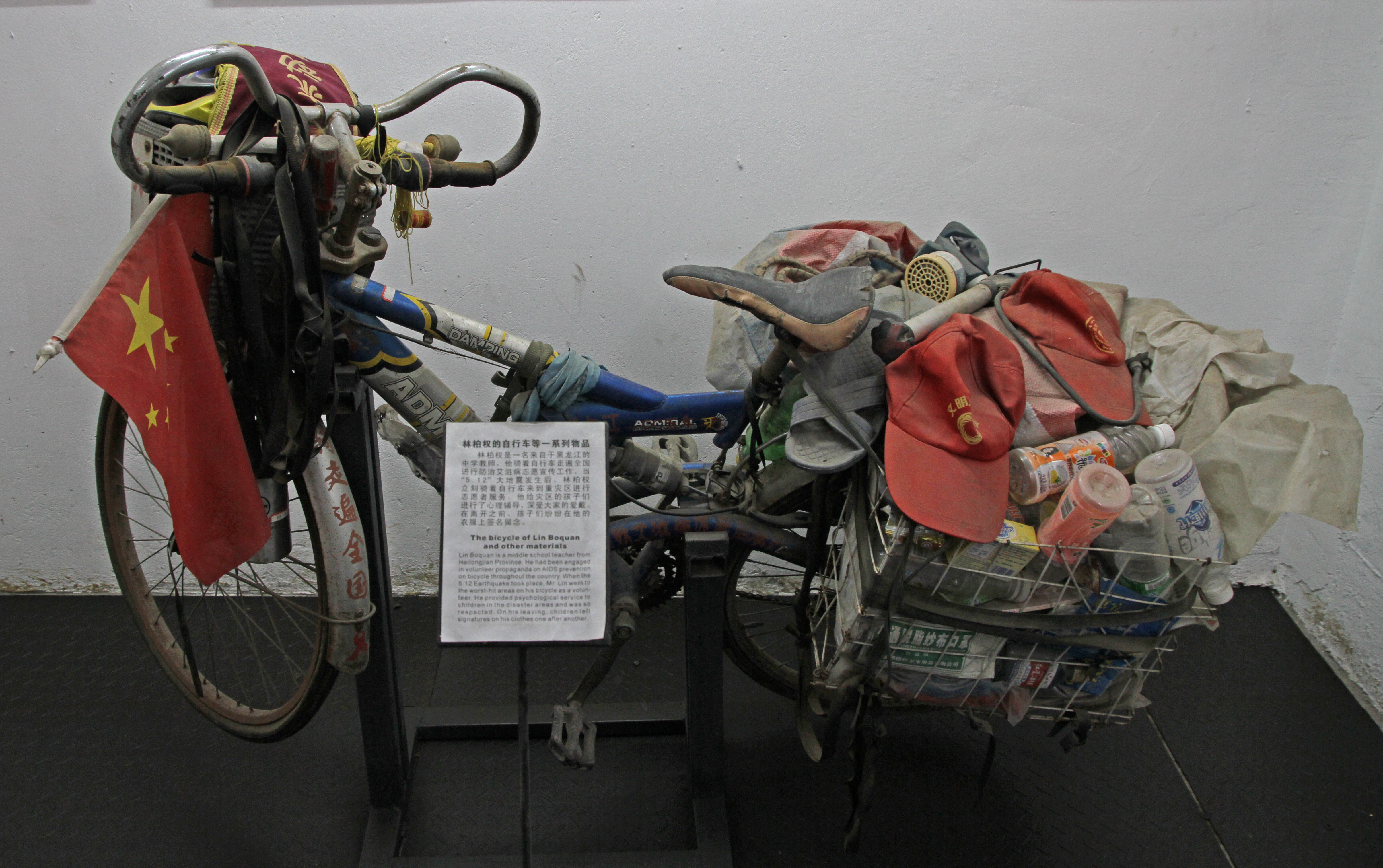
Erdbeben in Wenchuan
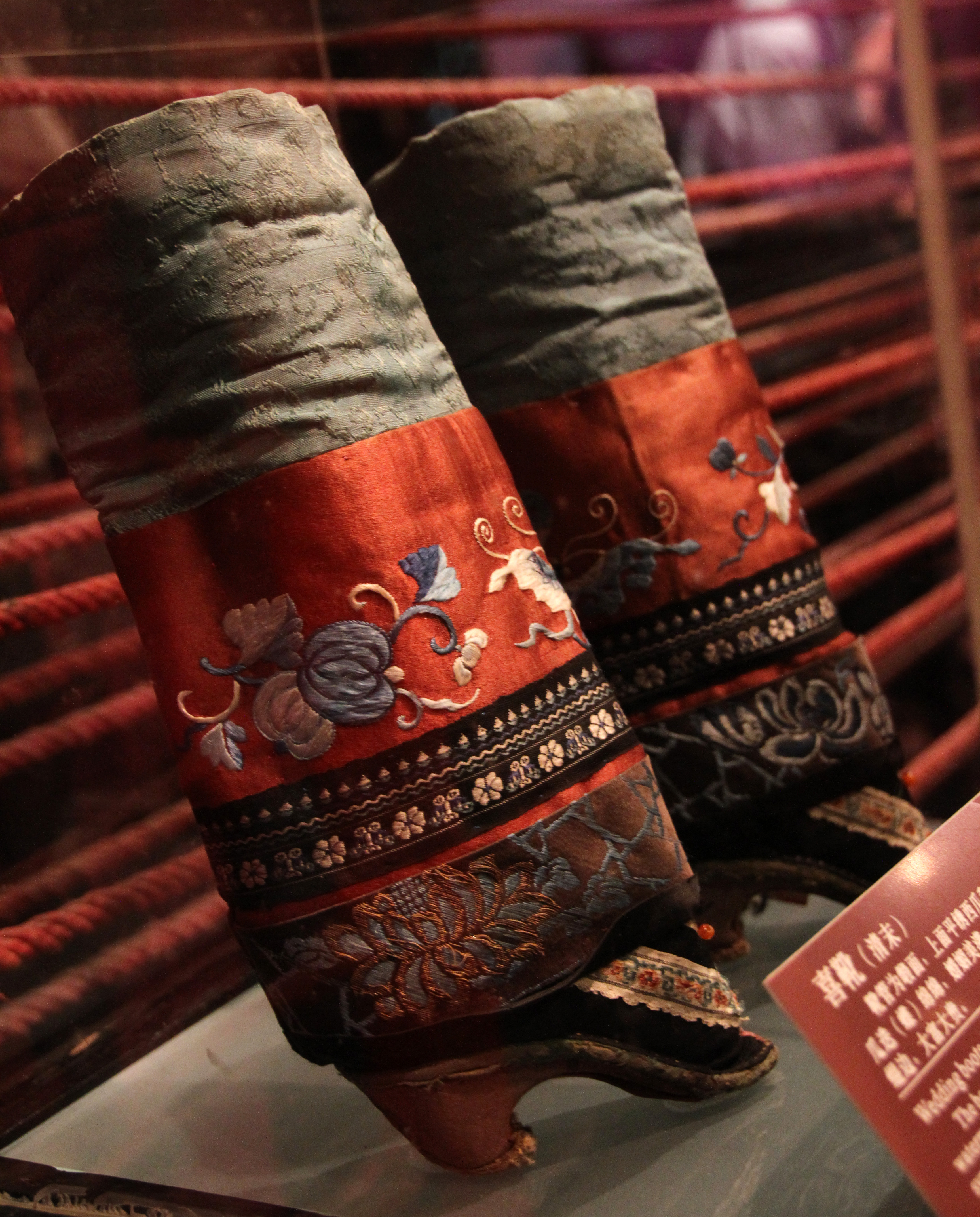
Fuß-Verkrüppelung
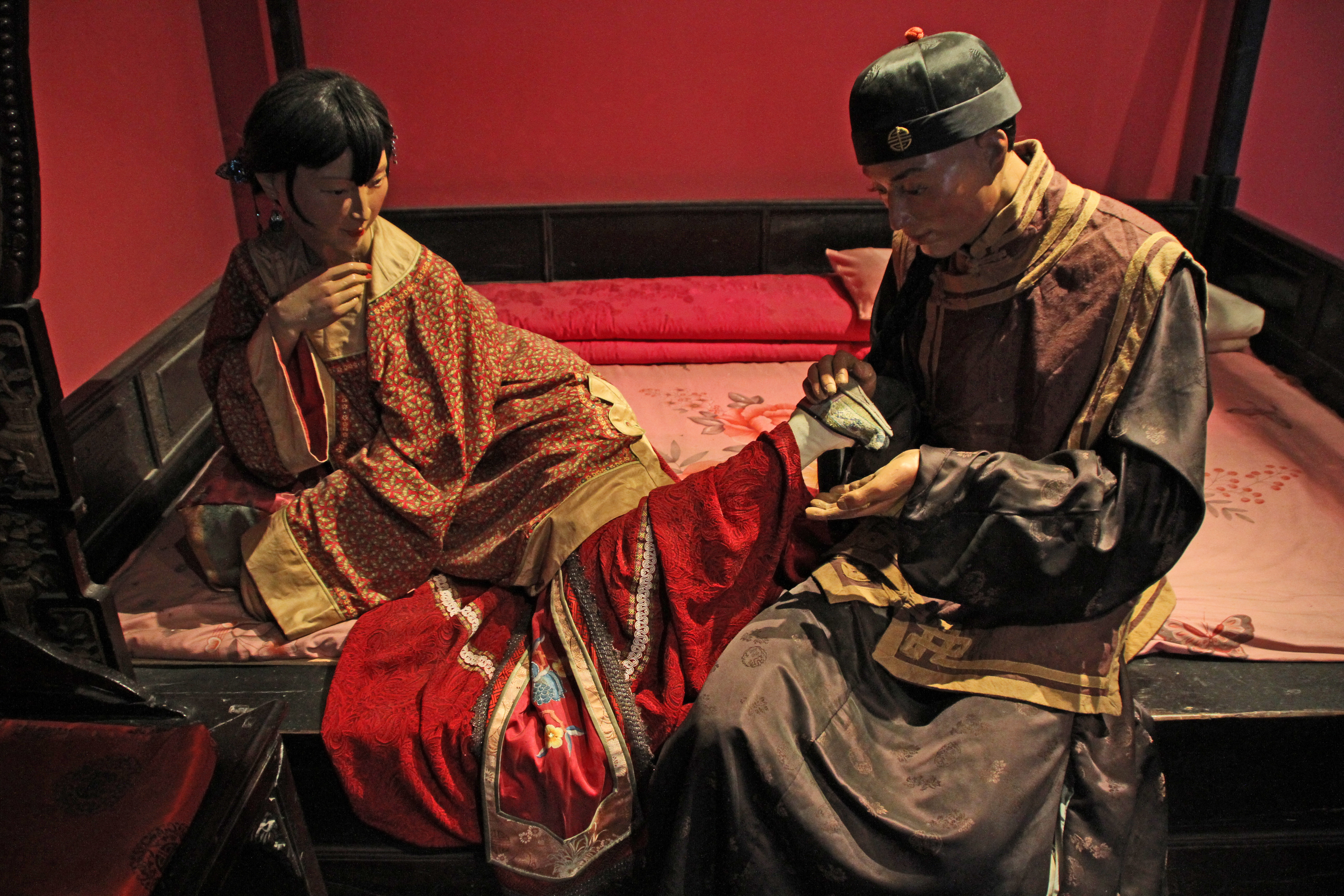
Fuß-Verkrüppelung
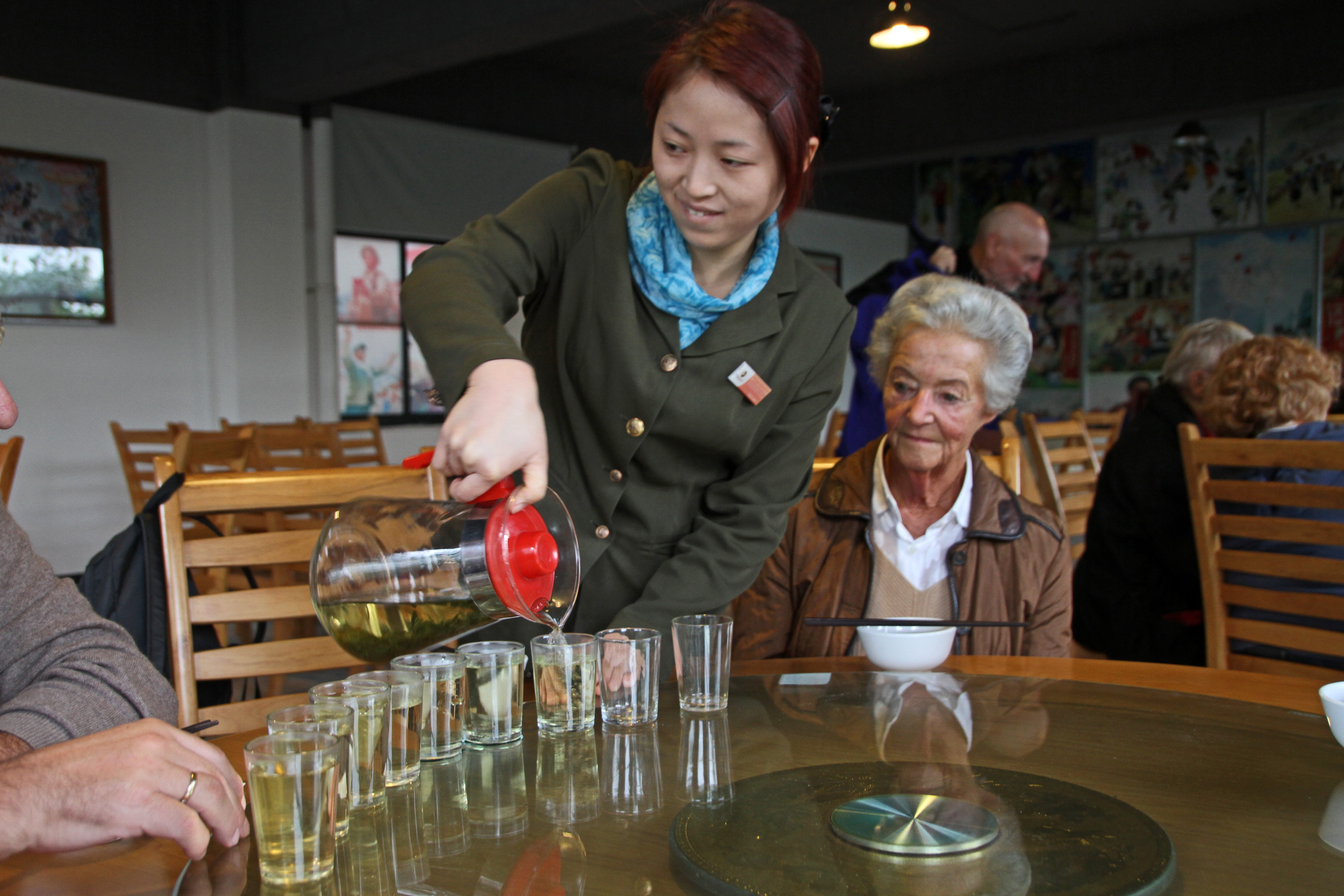
Kantine